# Kamen Rider Blade
Kamen Rider Blade (仮面ライダー剣（ブレイド）, Kamen Raidā Bureido) is een Japanse tokusatsuserie, en de 14e van de Kamen Rider series. De serie werd uitgezonden van januari 2004 tot januari 2005, met een totaal van 49 afleveringen.
Behalve het standaard insectmotief was Kamen Rider Blade ook gebaseerd op de symbolen van speelkaarten. Elke Rider was gebaseerd op een kaartsymbool, en had een deck van kaarten voor speciale aanvallen en wapens.

## Verhaal
Eeuwen geleden vond een grote veldslag plaats om te bepalen welk ras de aarde zou krijgen. Betrokken bij dit gevecht waren 52 ondoden, die elk een ras vertegenwoordigden. De menselijke ondode won, en sindsdien is de aarde bevolkt door mensen. De overige ondoden werden opgesloten.
In het heden ontdekken een paar archeologen de opgesloten ondoden, en laten hen per ongeluk vrij. Op deze manier breekt een nieuw gevecht los.
Om de situatie het hoofd te bieden en de ondoden weer op te sluiten, ontwikkelt de BOARD organisatie het Ridersysteem. Twee jonge mannen worden uitgekozen om Kamen Riders te worden: Kazuma Kenzaki en Sakuya Tachibana, alias respectievelijk Kamen Riders Blade (schoppen) en Garren (ruiten).
De strijd tegen de ondoden loopt voorspoedig, tot er twee andere Kamen Riders opduiken: de mysterieuze Kamen Rider Chalice (harten), wiens doel onbekend blijft, en Kamen Rider Leangle (klaver). De vier Kamen Riders blijken niet alleen tegen de ondoden te vechten, maar ook tegen hun eigen innerlijke conflicten…

## Personages

### Kamen Riders
De Kamen Riders krijgen hun krachten van het Rider Systeem, dat ontwikkeld is door de BOARD organisatie. Alle Kamen Riders gebruiken ondode uit de “aas” categorie als krachtbron. De Kamen Riders vangen de ondoden in kaarten, waarna ze deze kaarten als extra krachtbron kunnen gebruiken.
- Kazuma Kenzaki / Kamen Rider Blade (剣崎 一真 / 仮面ライダー剣, Kenzaki Kazuma / Kamen Raidā Bureido): de hoofdpersoon van de serie. Hij is een van de twee medewerkers van B.O.A.R.D. die uitgekozen werd om een Kamen Rider te worden. Zijn kaartteken is Schoppen. Hij heeft een goed hart, en geloofd in zijn doel om de mensheid te beschermen.
- Sakuya Tachibana / Kamen Rider Garren (橘 朔也 / 仮面ライダーギャレン, Tachibana Sakuya / Kamen Raidā Gyaren): de andere medewerker van B.O.A.R.D. die werd uitgekozen om een Kamen Rider te zijn. Hij gebruikt de kaarten uit de “ruiten” categorie. Aanvankelijk was hij bang voor de Kamen Rider harnassen, en dacht dat de kostuums hem het leven zouden kosten. Later kon hij deze angst overwinnen.
- Hajime Aikawa / Kamen Rider Chalice (相川 始 / 仮面ライダーカリス, Aikawa Hajime / Kamen Raidā Karisu): De mysterieuze Kamen Rider die de kaarten uit de hartengroep gebruikt. Hij is in werkelijkheid de Joker, die dankzij de harten 2 kaart een menselijk uiterlijk kan oproepen.
- Mutsuki Kamijō / Kamen Rider Leangle (上城 睦月 / 仮面ライダーレンゲル, Kamijō Mutsuki / Kamen Raidā Rengeru): de jongste van de vier Kamen Riders, uitverkoren om de kaarten uit de klavergroep te gebruiken. De kaarten die hij bezit beheersen hem deels, wat bij hem een grote honger naar macht veroorzaakt. Later in de serie weet hij hieraan te ontsnappen.

### Bondgenoten
- Shiori Hirose (広瀬 栞, Hirose Shiori): een van de weinige nog overgebleven BOARDleden nadat het hoofdkwartier was aangevallen door de ondoden. Ze helpt de Riders door met haar detector ondoden op te sporen.
- Kotarō Shirai (白井 虎太郎, Shirai Kotarō): een schrijver, die de Kamen Riders vaak bijstaat met zijn gastvrijheid.
- Haruka Kurihara (栗原 遥香, Kurihara Haruka): Kotarō's oudere zus.
- Amane Kurihara (栗原 天音, Kurihara Amane): Haruka's 9-jarige dochter.
- Kei Karasuma (烏丸 啓, Karasuma Kei): de professor die het Rider systeem heeft ontwikkeld. Tevens de president van BOARD.
- Nozomi Yamanaka (山中 望美, Yamanaka Nozomi): de vriendin van Mutsuki.
- Yoshito Hirose (広瀬 義人, Hirose Yoshito): Shiori's vader, en een van de archeologen die de ondoden vrijliet. Hij stierf kort daarna.
- Hiroshi Tennōji (天王路 博史, Ten'nōji Hiroshi): de voorzitter van BOARD.

### Ondoden
De Ondoden (アンデッド, Andeddo) zijn de monsters uit de serie. Eeuwen terug vochten 52 ondoden met elkaar om te bepalen welk ras de aarde zou krijgen. De verliezers werden opgesloten.
De ondoden zijn net als de Kamen Riders gebaseerd op kaarten. Ze komen voor in categorieën gebaseerd op de kaartwaardes: aas, 2, 3, 4, 5, 6, 7, 8, 9, 10, boer, vrouw, heer. Die laatste drie staan ook wel bekend als de Royal Club Ondoden. In elke categorie komen vier ondoden voor, die respectievelijk de symbolen schoppen, klaver, harten en ruiten symboliseren. De ondoden van de Aas categorie staan bekend als de beste vechters. De Royal Club ondoden zijn als enigen in staat te praten, en zich als mensen te vermommen.
Een speciale ondode is de joker. In de serie komen drie joker ondoden voor: de black joker, navy joker en albino joker. De jokers speelden oorspronkelijk een sleutelrol in het originele gevecht. Indien een joker als winnaar uit de bus kwam, moest het hele gevecht weer van voor af aan beginnen.
Iedere keer als een Kamen Rider een ondode verslaat, wordt deze in een kaart opgesloten waarna de Kamen Rider in kwestie deze kaart kan gebruiken.

### The Trials
Naast de ondoden vechten de Kamen Riders ook tegen andere monsters genaamd de Trials. Deze monsters zijn ontstaan uit een combinatie van menselijk DNA en ondoden DNA.

## Afleveringen
1. The Indigo Warrior (紫紺の戦士, Shikon no Senshi)
2. The Mysterious Rider (謎のライダー, Nazo no Raidā)
3. Their Secret... (彼らの秘密･･･, Karera no Himitsu...)
4. Immortality's Mysteries (永遠の命の謎, Eien no Inochi no Nazo)
5. A Challenge to the Past (過去への挑戦, Kako e no Chōsen)
6. Chalice's True Identity (カリスの正体, Karisu no Shōtai)
7. The Trapped Two (囚われた2号, Torawareta Nigō)
8. The Revived People (甦った者たち, Yomigaetta Monotachi)
9. A Fighter's Destiny (戦う者の運命, Tatakau Mono no Unmei)
10. The Manipulated Warrior (操られた戦士, Ayatsurareta Senshi)
11. The Whereabouts of Each (各々の居場所, Onōno no Ibasho)
12. Category Ace (カテゴリーA, Kategorī Ēsu)
13. The Golden-Threaded Trap (金色の糸の罠, Kin'iro no Ito no Wana)
14. Ace Sealed! (エース封印!, Ēsu Fūin!)
15. Fate's Conformer (運命の適合者, Unmei no Tekigōsha)
16. Leangle's Power (レンゲルの力, Rengeru no Chikara)
17. The Evil Belt (邪悪なベルト, Jaaku na Beruto)
18. Spirits That Manipulate Darkness (暗闇を操る魂, Kurayami o Ayatsuru Tamashii)
19. One Who Conquers Darkness (暗黒を征す者, Ankoku o Seisu Mono)
20. The Target is Kotarou (標的は虎太郎, Hyōteki wa Kotarō)
21. Battles That Feel for Friends (友を思う戦い, Tomo o Omou Tatakai)
22. The Escape From Darkness (闇からの脱出, Yami Kara no Dasshutsu)
23. Who are You? (お前は誰だ?, Omae wa Dare da?)
24. Mysterious Hunters (謎のハンター, Nazo no Hantā)
25. A Traitor's Sprint (裏切りの疾走, Uragiri no Shissō)
26. The Power Which Moves Me (俺を動かす力, Ore o Ugokasu Chikara)
27. The Trembling Heart... (揺れ動く心･･･, Yureugoku Kokoro...)
28. A Dangerous Gamble!? (危険な賭け!?, Kiken na Kake!?)
29. The Two Chalices (2人のカリス, Futari no Karisu)
30. Lost Memories (失われた記憶, Ushinawareta Kioku)
31. The 53rd Being (53番目の存在, Gojūsanbanme no Sonzai)
32. The Destroyer's Secret (破壊者の秘密, Hakaisha no Himitsu)
33. The Targeted Kenzaki (狙われた剣崎, Nerawareta Kenzaki)
34. Category King (カテゴリーK, Kategorī Kingu)
35. A Dangerous Henshin!? (危険な変身!?, Kiken na Henshin!?)
36. Strongest Form (最強フォーム, Saikyō Fōmu)
37. Towards a New Destiny (新たな運命へ, Arata na Unmei e)
38. One Who Takes Hold of Destiny (運命を掴む者, Unmei o Tsukamu Mono)
39. Reunion...Father and Daughter (再会･･･父と娘, Saikai...Chichi to Musume)
40. Parting With the Past (過去との訣別, Kako to no Ketsubetsu)
41. A Desire to Get Stronger強くなりたい (Tsuyoku Naritai)
42. Leangle Revives (レンゲル復活, Rengeru Fukkatsu)
43. Foe or Friend (敵か味方か?, Teki ka Mikata ka?)
44. Four Cards (フォーカード, Fō Kādo)
45. A New Card (新たなカード, Arata na Kādo)
46. The Ruler's Seal (支配者の封印, Shihaisha no Fūin)
47. Garren Eliminated (ギャレン消滅, Gyaren Shōmetsu)
48. Prologue to Destruction (滅びへの序章, Horobi e no Joshō)
49. The Eternal Trump (永遠の切り札, Eien no Kirifuda)

## Films en specials
- Kamen Rider Blade: Missing Ace (film)

- Kamen Rider Blade: Blade vs. Blade

- Kamen Rider Blade: New Generation

## Rolverdeling
- Kazuma Kenzaki / Kamen Rider Blade: Takayuki Tsubaki (椿 隆之, Tsubaki Takayuki)
- Sakuya Tachibana / Kamen Rider Garren: Hironari Amano (天野 浩成, Amano Hironari)
- Hajime Aikawa / Kamen Rider Chalice: Ryōji Morimoto (森本 亮治, Morimoto Ryōji)
- Mutsuki Kamijō / Kamen Rider Leangle: Takahiro Hōjō (北条 隆博, Hōjō Takahiro)
- Shiori Hirose: Yumi Egawa (江川 有未, Egawa Yumi)
- Kotarō Shirai: Terunosuke Takezai (竹財 輝之助, Takezai Terunosuke)
- Haruka Kurihara: Kaori Yamaguchi (山口 香緒里, Yamaguchi Kaori)
- Amane Kurihara: Hikari Kajiwara (梶原 ひかり, Kajiwara Hikari)
- Nozomi Yamanaka: Arisa Miyazawa (宮澤 亜理沙, Miyazawa Arisa)
- Kei Karasuma: Kazuhiro Yamaji (山路 和弘, Yamaji Kazuhiro)
- Sayoko Fukasawa: Urara Awata (粟田 麗, Awata Urara)
- Go Kiryu: Nozomu Masuzawa (増沢 望, Masuzawa Nozomu)
- Yoshito Hirose: Junichi Haruta (春田 純一, Haruta Junichi)
- Hiroshi Tennōji: Kōji Moritsugu (森次 晃嗣, Moritsugu Kōji)

- Isaka / Peacock Undead: Yasukaze Motomiya (本宮 泰風, Motomiya Yasukaze)
- Miyuki Yoshinaga / Orchid Undead: Mika Hijii (肘井 美佳, Hijii Mika)
- Kougen / Eagle Undead: Yasufumi Hayashi (林 泰文, Hayashi Yasufumi)
- Daichi / Elephant Undead: Kairi Narita (成田 浬, Narita Kairi)
- Noboru Shima / Tarantula Undead: Kazunari Aizawa (相澤 一成, Aizawa Kazunari)
- Shinmei / Wolf Undead: Masashi Kagami (加々美 正史, Kagami Masashi)
- Azumi / Serpent Undead: Mio Fukuzumi (福澄 美緒, Fukuzumi Mio)
- King / Caucasus Undead: Makoto Kamijo (上條 誠, Kamijō Makoto)
- Hikaru Jō / Tiger Undead: Akane Hamasaki (浜崎 茜, Hamasaki Akane)
- Kanai / Giraffa Undead: Akira Kubodera (窪寺 昭, Kubodera Akira)

- King Rouzer Voice: Fumihiko Tachiki (立木 文彦, Tachiki Fumihiko)
- Narrator: Jūrōta Kosugi (小杉 十郎太, Kosugi Jūrōta)